# Jacopo d'Acqui
Jacopo d'Aqui ou Jacques d'Acqui est un frère dominicain et un chroniqueur italien de la fin du XIIIe et du début du  XIVe siècle, originaire d'Acqui dans le Piémont.

## Historien
Jacopo d'Aqui est surtout connu pour avoir écrit en latin, semble-t-il à partir de 1333, une  chronique : Chronicon imaginis mundi, dont six manuscrits nous sont parvenus,.
Cette œuvre historiographique est un important recueil d'actualités et de traditions dont elle est parfois le seul témoignage. Elle traite essentiellement des empereurs et des papes, à partir de Caligula et jusqu'en 1296, sous le pontificat de Boniface VIII. L'auteur ajoute en divers points des histoires et des événements ultérieurs. 
Parmi ceux-ci, il témoigne à la fin de sa chronique que son contemporain, Marco Polo, a été fait prisonnier par les Génois en 1296 au large d'Ayas (et non en 1298 comme le dit Ramusio), et que, sur son lit de mort, parlant de son livre, M. Polo l'a confirmé intégralement, disant : « Je n'ai pas écrit la moitié de ce qu'ai vu (Non scripsi mediantem de his quœ vidi) » ; Jacqopo d'Aqui confirme aussi la mission antérieure des père et oncle de Marco Polo comme ambassadeur de Qubilaï Khaan auprès du pape.

## Éditions de laChronique
- (la) Gustavo Avogadro Di Valdengo (éditeur scientifique), « Chronicon imaginis mundi », dans Historiae patriae monumenta, Scriptores t. 3, Turin, 1848 (lire en ligne), p. 1357-1626.
- Alexandre Wesselofsky, « Le dit de l'empereur Coustant », Romania, no 6,‎ 1877, p. 161-198 (lire en ligne).
- (it) F. Massimelli, Pagine inedite della "Chronica imaginis mundi" di Iacopo d'Acqui, Asti, 1913.